# Quilià, Colman i Totnan de Würzburg
Quilià (o Kilian), Colman i Totnan (Irlanda, ca. 640 - Würzburg, Baviera, 689) van ésser monjos irlandesos que van evangelitzar la regió germànica de la Francònia entre 680 i 689. Morts màrtirs, són venerats com a sants per l'Església catòlica.

## Biografia
Quilià (Kilian) havia nascut al comtat de Cavan (Irlanda) cap al 640. Ja monjo, el 686 marxa a Roma on deu haver estat consagrat bisbe missioner; els seus companys Colman i Totnà són ordenats prevere i diaca, respectivament]. El papa els envia a evangelitzar les terres dels francs de Francònia, encara pagans.
Hi van arribar cap al 680; prenent com a base Würzburg, els missioners converteixen molta gent, entre ells el duc Godbert. Aquest, però, abans d'ésser batejat havia de renunciar a la seva unió marital amb Geilane, que havia estat esposa del seu germà. Geilana, enrabiada, va voler venjar-se'n i, en una absència del duc, en 689, va ordenar matar els tres monjos.

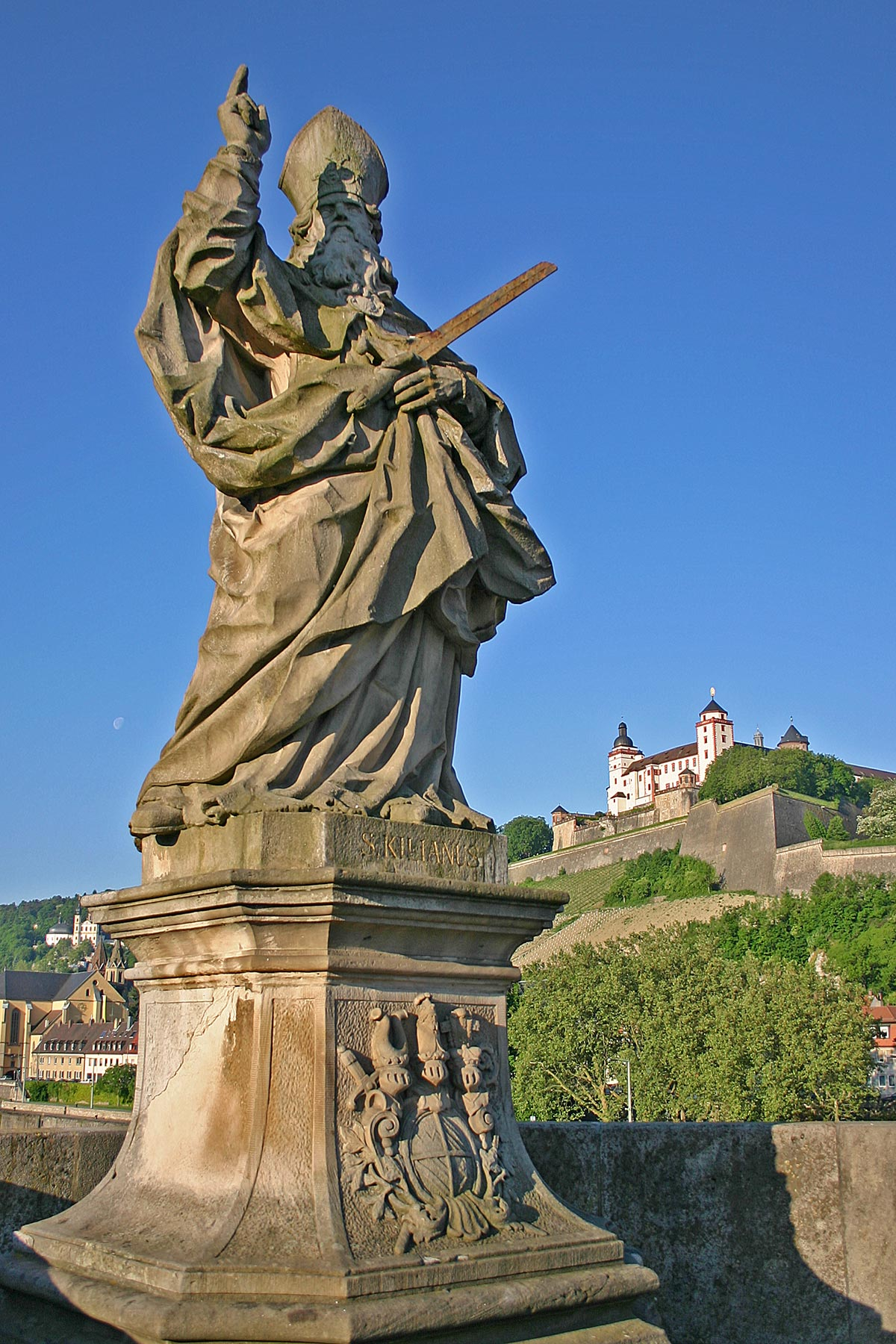
Sant Quilià, s. XVIII, a l'Alten Mainbrücke de Würzburg
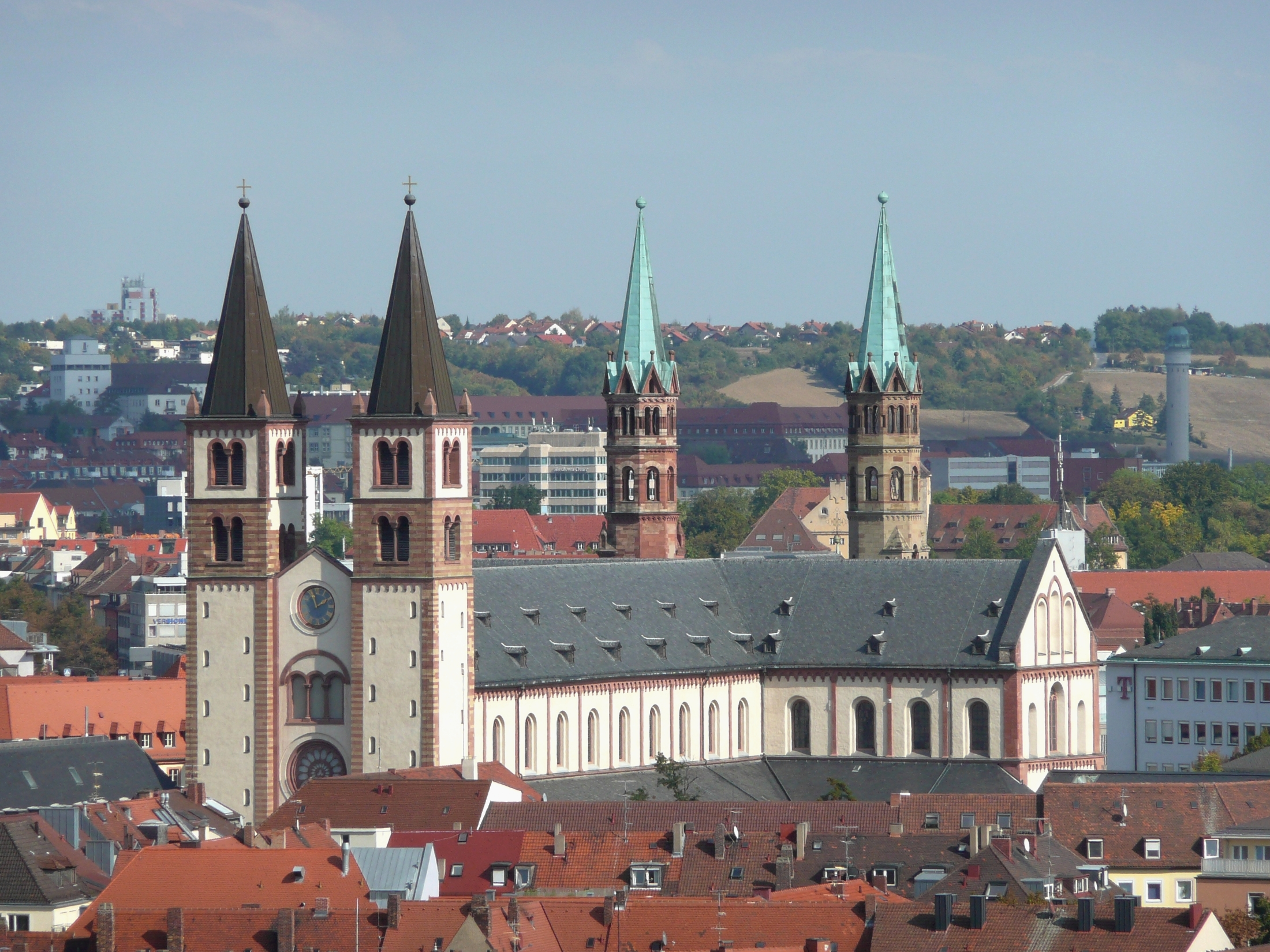
Catedral de Würzburg, el Kiliansdom

## Veneració
Venerats com a màrtir, el bisbe Burcard de Würzburg, ja al segle viii, va traslladar les relíquies dels màrtirs a la catedral, on continuen venerant-se avui dia els tres cranis. El 8 de juliol, una processó porta l'urna de vidre amb les restes pels carrers de la ciutat, deixant-se exposada després a la catedral, dedicada a Sant Quilià.